# Provincia de Nelson
La provincia de Nelson (en inglés: Nelson Province) fue una provincia de Nueva Zelanda entre 1853 y la abolición de los gobiernos provinciales en 1876.

## Área
La capital de la provincia fue Nelson. La provincia era mucho mayor que la actual región de Nelson, que es una autoridad unitaria. Parte de la provincia abarcaba la actual región de West Coast, incluida Greymouth. La provincia de Marlborough se separó de la provincia de Nelson en 1859. 

## Anniversary day
En Nueva Zelanda hay un festivo que celebra el aniversario de cada provincia. En el caso de la provincia de Nelson es el 1 de febrero. El festivo se traslada al lunes más próximo. 

## Superintendentes
- 1853 Edward William Stafford
- 1856 John Perry Robinson
- 1865 Alfred Saunders
- 1867 Oswald Curtis

## Legislación
- Nelson Waterworks Act 1863

## Provincias contiguas
- Provincia de Marlborough - noreste
- Provincia de Canterbury - sureste
- Provincia de Westland - suroeste